# Бредли Винсент
Бредли Винсент (енгл. Bradley Vincent; Лејдисмит, 30. новембар 1991) маурицијуски је пливач чија специјалност су спринтерске трке слободним и леђним стилом. Вишеструки је национални првак и рекордер, учесник светских и афричких првенстава и Олимпијских игара. 

## Спортска каријера
Винсент је дебитовао на међународној пливачкој сцени на светском првенству у Барселони 2013, а први запаженији резултат остварио је већ годину дана касније, на Играма комонвелта у Глазгову, где је успео да се квалификује за наступе у полуфиналним тркама на 50 и 100 слободно. Учествовао је и на светским првенствима у Казању 2015. (48. на 50 делфин), Будимпешти 2017. (43. на 50 слободно и 54. на 100 слободно) и Квангџуу 2019. (два 57. места на 50 слободно и 50 леђно).  
На Афричким играма 2015. у Бразавилу заузео је два четврта места у финалним тркама на 50 и 100 слободно.
Био је део маурицијског олимпијског тима на ЛОИ 2016. у Рију, где је пливао у квалификацијама трке на 100 слободно, које је завршио на 49. месту.   
Прве медаље на међународним такмичењима у каријери освојио је на Афричком првенству у Алжиру 2018 — сребро у трци на 50 слободно и бронзу на двоструко дужој деоници. 